# Эквадор UTE-ЮЗГУ
Эквадор UTE-ЮЗГУ — российско-эквадорский студенческий космический спутник, относящийся к классу малых космических аппаратов, в частности наноспутников. 
Спутник Эквадор UTE-ЮЗГУ был построен на основе платформы Кубсат (модификация 1U CubeSat).
Над его созданием совместно работали студенты двух университетов — эквадорского UTE и российского ЮЗГУ. Также принимать информационные сообщения от спутника могли радиолюбители. 
Был выведен на орбиту 14 июля 2017 года с космодрома Байконур при помощи ракеты-носителя «Союз-2.1а» в составе космического аппарата «Канопус-В-ИК». Старт осуществлялся с 31 площадки.
На запуск спутника прибыла почётная делегация от обоих университетов, принимавших участие в его разработке.

## Описание спутника
Спутник представляет из себя куб размерами 100х100х100 мм, имеет вес 1 кг..
Высота начальной орбиты спутника — 600 километров, расчётный период работы на орбите — 1 год.

## Работа на орбите
Задачей спутника Эквадор UTE-ЮЗГУ стала передача на Землю данных о состоянии космической среды в околопланетном пространстве, а также данных о работе бортовых систем самого спутника. Получаемые со спутника мониторинговые данные применялись для оценки динамики изменений, наблюдаемых в структуре магнитосферных и ионосферных неоднородностей. 
Приём передаваемых спутником данных на Земле осуществлялся в двух точках — в Центре космической связи ЮЗГУ и в эквадорском университете UTE.
Данные также применялись для постановки различных научных вопросов перед международным студенческим сообществом.
После запуска, с 15 по 30 июля телеметрия получаемая со спутника показывала низкий заряд батарей. После 30 июля были получены лишь случайные сигналы, не поддающиеся анализу.

## Интересные факты
Спутнику Эквадор UTE-ЮЗГУ была посвящена одна из программ цикла «Эквадорцы в мире», выходящей на эквадорском телевидении. В программе принимал участие почётный профессор ЮЗГУ Патрисио Чавес Савала.